# Upiór w operze (musical)
Upiór w operze (ang. The Phantom of the Opera) – musical stworzony w 1986 przez Andrew Lloyda Webbera z liberettem Charlesa Harta i fragmentami liberetta Richarda Stilgoe, na podstawie powieści Upiór w operze Gastona Leroux z 1911 roku. Fabuła musicalu dotyczy losów młodej sopranistki Christine Daaé, która staje się obsesją tajemniczego, zdeformowanego geniusza muzycznego, znanego jako Upiór z opery.
Światowa prapremiera musicalu miała miejsce 27 września 1986 roku na deskach londyńskiego teatru Her Majesty’s Theatre (zaś na Broadwayu 9 stycznia 1988 roku) i od tego czasu stał się:
- drugim najdłużej granym musicalem w historii West Endu (po Les Misérables),
- najdłużej granym musicalem w tym samym teatrze (Les Misérables dwukrotnie przenoszono),
- najdłużej w historii granym spektaklem na Broadwayu,
- najbardziej dochodowym musicalem w historii (do 2008 roku łączny przychód przekroczył 5 mld dolarów amerykańskich).

Upiór w operze zdobył ponad 60 nagród teatralnych, w tym 7 statuetek Tony Awards na Broadwayu i 3 statuetki Laurence Olivier Award na West Endzie.
28 lipca 2020 roku, po 34 latach od londyńskiej premiery musicalu, Lloyd Webber i Mackintosh ogłosili zamknięcie produkcji Upiora w operze na West Endzie z powodu pandemii COVID-19 wyrażając nadzieję na przywrócenie musicalu tak szybko, jak to możliwe.

## Historia spektaklu

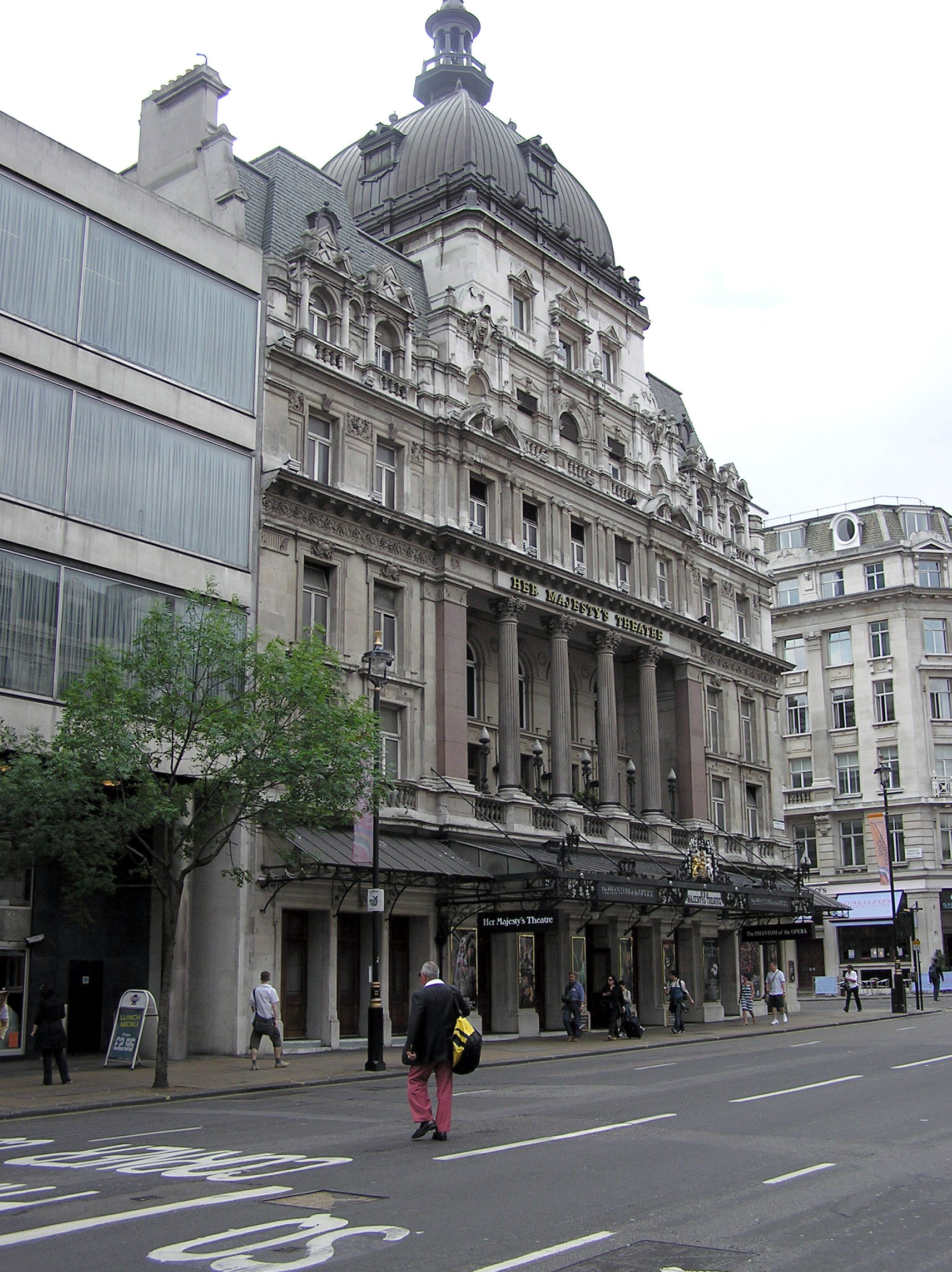
Her Majesty’s Theatre w Londynie, gdzie wystawiano spektakl nieprzerwanie od światowej prapremiery w 1986 roku

### Przed premierą

#### Koncepcja
W lutym 1984 roku Andrew Lloyd Webber skontaktował się ze swoim producentem Cameronem Mackintoshem z którym wcześniej współpracował przy musicalu Koty, poszukując inspiracji do stworzenia nowego, romantycznego musicalu. Webber zasugerował Upiora w operze. Mackintosh i Webber przejrzeli scenariusze ówczesnych ekranizacji tej historii (Lon Chaneya i Claude Rainesa), ale nie wydały im się wystarczająco inspirujące, dlatego zdecydowali się na sięgnięcie do oryginalnej powieści Gastona Leroux. Zdobycie od dawna nie drukowanej książki było niezwykle trudne. Lloyd Webber znalazł egzemplarz powieści Lerouxa dopiero w księgarni w Nowym Jorku, zaś Mackintosh w garażu swojej ciotki. Oryginalna historia była dla nich niezwykle ciekawa, gdyż nie był to zwykły horror, ale historia o nieodwzajemnionej miłości, która zainspirowała ich do działania. Jednak sama fabuła musicalu od początku nie miała być wierną adaptacją książki, ale połączeniem wybranych wątków powieści i oryginalnego wkładu twórców musicalu.

#### Libretto
Pierwszym wyborem Lloyda Webbera do zaangażowania przy napisaniu libretta musicalu był Jim Steinman ze względu na jego „mroczny, obsesyjny styl”, ale ten odmówił ze względu na pracę przy albumie Bonnie Tyler. Następnie zwrócono się do Alana Jaya Lernera (autora libretta m.in. do Gigi i My Fair Lady), lecz ten wkrótce zachorował na raka płuc i zmarł. Ostatecznie pierwszą wersję libretta stworzył Richard Stilgoe z którym Lloyd Webber pracował przy Kotach. Jednak oryginalna wersja libretta Stilgoe została gruntownie przerobiona do dalszej produkcji przez młodego liryka Charlesa Harta. Zauważył on w historii Upiora w operze „moc historii trzech mężczyzn (Raoula, Upiora i ojca Christine), którzy w różny sposób kierowali Christine”.

#### Kompozycja

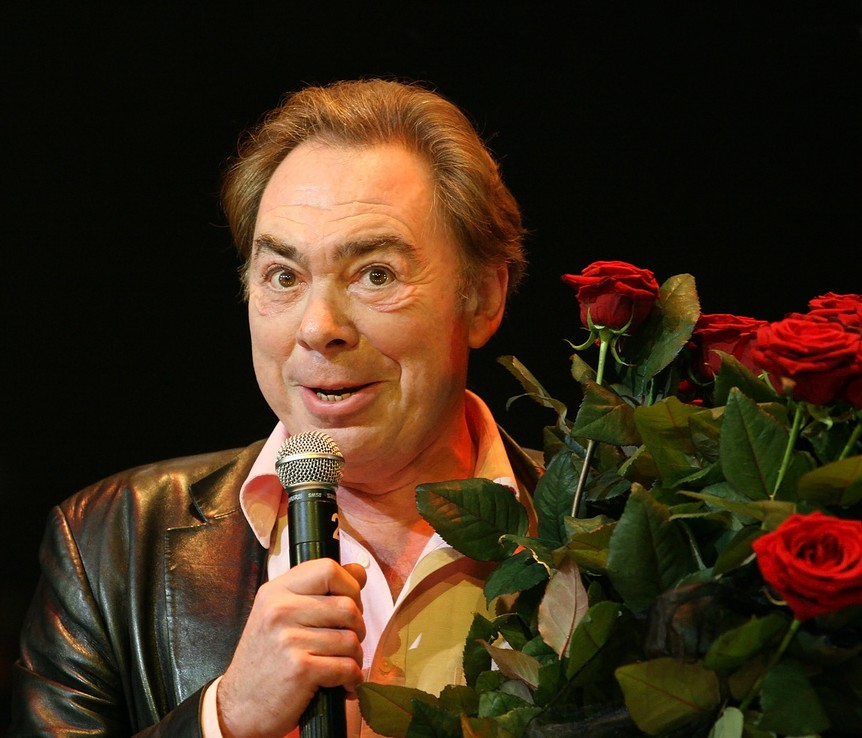
Twórca musicalu, kompozytor Andrew Lloyd Webber podczas wizyty w Polsce (2008)

Pierwotnie zamysłem twórców było wykorzystanie w musicalu słynnych utworów muzyki poważnej i opery. Ostatecznie Lloyd Webber postanowił stworzyć własne, oryginalne kompozycje muzyczne.
Muzyka Lloyda Webbera łączy fragmenty muzyki operowej, przy zachowaniu struktury musicalu. Styl operowy został zastosowany w:
- trzech fragmentach fikcyjnych oper wystawianych przez Opera Populaire:
  - Hannibal – w stylu francuskiej opery klasycznej,
  - Il Muto – w stylu włoskiej opery buffo,
  - Don Juan Triumphant! – w stylu modernistycznym,
- recytatywy drugoplanowych postaci np. Carlotty,
- rozbudowane ansamble[10].

Tytułowy utwór (Phantom of The Opera) jest nowocześnie zinstrumentowany (oprócz klasycznych sekcji dętych i smyczkowych występuje również: gitara elektryczna, basowa i rockowa sekcja rytmiczna). Partia wokalna Christine została napisana specjalnie pod możliwości głosowe pierwszej odtwórczyni tej roli, a jednocześnie ówczesnej żony Webbera, Sarah Brightman. Najwyższą nutą, śpiewaną przez Christine na koniec piosenki tytułowej jest e³.

#### Choreografia
Choreografią musicalu zajmowała się Gillian Lynne, która posiadała doświadczenie z londyńskiego The Royal Ballet. Było to szczególnie ważne z punktu widzenia fragmentów tańca baletowego przewidzianych w fabule spektaklu.

#### Scenografia i kostiumy
Do stworzenia scenografii i kostiumów została wybrana Maria Björnson z Royal Shakespeare Company. Jej praca wyróżniała się wykorzystaniem ciężaru i tekstury materiałów w celu stworzenia scenografii oddającej charakter czasu akcji. W celu zasięgnięcia inspiracji do stworzenia scenografii, Björnson odwiedziła Opérę Garnier w Paryżu, która była inspiracją Lerouxa przy napisaniu powieści. Wykonała wiele zdjęć wnętrza opery oraz studiowała wątek opery w epoce wiktoriańskiej. Zamysłem Björnson było stworzenie scenografii, która podkreśli „zmysłowość i rytualną jakość dzieła” m.in. poprzez użycie ciężkich zasłon i setek świec wyjeżdżających spod sceny. Wiktoriański charakter oryginalnej scenografii podkreślało również to, że pierwszy teatr, w którym wystawiano musical, miał właśnie wiktoriański wystrój.
Maska Upiora jest półmaską wytwarzaną według oryginalnego projektu Björnson, który dokładnie opisuje etapy jej wytworzenia. Kostiumy są utrzymywane w tym samym stylu od dnia premiery, również według dokładnych wytycznych z zapisków Björnson.

#### Oświetlenie

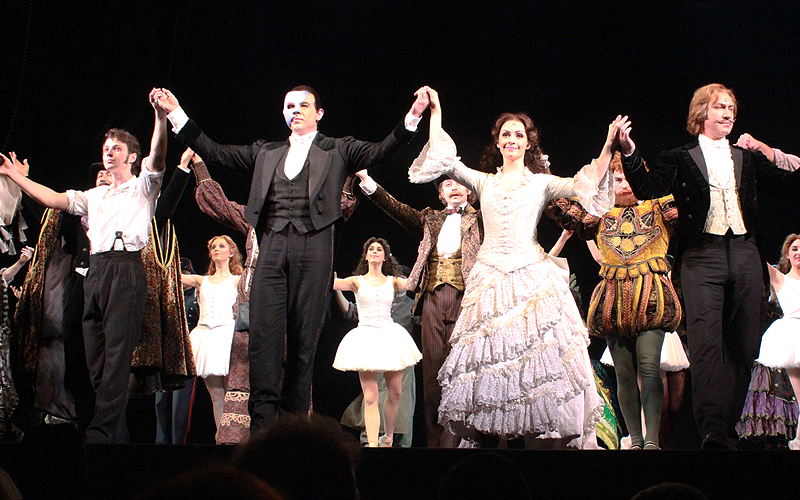
Obsada rosyjskiej produkcji musicalu w Teatrze MDM (2015)

Słynny żyrandol, który według fabuły zostaje zniszczony, był budowany przez sześć pracowni zajmujących się scenografią, a ich prace nad konstrukcją, oświetleniem i automatyzacją żyrandola trwały pół roku.
Oświetleniem przedstawienia zajmował się Andrew Bridge. Ze względu na mroczny charakter spektaklu używał on tylko 400 punktów świetlnych (w porównaniu do zazwyczaj używanych 700-800 na Broadwayu). Setki świec, które pojawiają się w scenach z kryjówki Upiora są konstrukcją zaprojektowaną przez Bridge’a, która składa się z setek małych lamp, które w środku zawierają jeszcze mniejsze lampy migoczące w silikonowym żelu, co daje wrażenie migoczącego płomienia świec.

#### Dźwięk
Oryginalnie udźwiękowieniem musicalu zajmował się Martin Levan. Połączył on efekty dźwiękowe, skalibrował akustykę i poziomy dźwięku tak, aby podkreślał atmosferę spektaklu. Każdy aktor występujący w przedstawieniu jest wyposażony w mały mikrofon (często przyklejony przy linii włosów na czole), aby wypowiadane kwestie, często również te wypowiadane szeptem, były dobrze słyszalne przez widzów.

### Pierwszy pokaz
Wersja robocza pierwszego aktu libretta Stilgoe’a została wykonana latem 1985 roku w posiadłości Lloyda Webbera podczas prywatnego festiwalu muzycznego w Sydmonton. Pierwszym aktorem wcielającym się w rolę Upiora, w prywatnym przedstawieniu był Colm Wilkinson, który później odgrywał tę rolę w oryginalnej produkcji kanadyjskiej musicalu. Rolę Kristin (której później zmieniono imię na Christine) zagrała Sarah Brightman, zaś Raoula Clive Carter, późniejsi członkowie londyńskiej obsady. Przedstawienie różniło się od wersji premierowej. Kilka utworów miało inne tytuły What Has Time Done to Me (późniejsze Think of Me), Papers (Notes), zaś Upiór nosił maskę zakrywającą całą twarz, co utrudniało mu śpiew i ekspresję (później zastąpiono ją półmaską).

### Premiery

#### West End
Pokaz przedpremierowy musicalu miał miejsce 27 września 1986 roku, zaś premiera 9 października 1986 roku w Her Majesty’s Theatre na londyńskim West Endzie. Premierową rolę Upiora zagrał Michael Crawford, Christine Sarah Brightman, zaś Raoula Steve Barton. Spektakl został nagrodzony najważniejszymi brytyjskimi nagrodami teatralnymi m.in. Laurence Olivier Award w kategorii najlepszy musical, zaś Crawford otrzymał tę nagrodę jako najlepszy aktor w musicalu (1986).
23 października 2010 roku odbyło się 10 000 przedstawienie w Her Majesty’s Theatre, gdzie gośćmi specjalnymi był Lloyd Webber i Crawford. Na początku października 2011 roku odbyły się galowe przedstawienia musicalu w Royal Albert Hall celebrujące 25. rocznicę londyńskiej premiery, które były transmitowane w wybranych teatrach na całym świecie. W rolach głównych galowego spektaklu wystąpili Ramin Karimloo (Upiór), Sierra Boggess (Chirstine) i Hadley Fraser (Raoul).

#### Broadway
Spektakl miał premierę na Broadwayu 26 stycznia 1988 roku na scenie Majestic Theatre. W głównych rolach ponownie wystąpili Crawford, Brightman i Barton. Podobnie jak na West Endzie, został doceniony także na Broadwayu zdobywając 7 nagród Tony Awards (w tym w kategorii najlepszy musical) i 7 nagród Drama Desk Award. W przypadku obu nagród nagrodzeni zostali m.in. Crawford za rolę Upiora, Andrew Bridge za oświetlenie, Hal Prince za reżyserię, zaś dwie statuetki – za kostiumy i za scenografię, otrzymała Maria Björnson.
6 stycznia 2006 roku, podczas 7486 spektaklu, Upiór w operze oficjalnie został najdłużej granym spektaklem na Broadwayu, prześcigając inne dzieło Lloyda Webbera, czyli musical Koty. Musical świętował 25. rocznicę premiery na Broadwayu 26 stycznia 2013 roku. W rolach głównych galowego spektaklu wystąpili Hugh Panaro (Upiór), Sierra Boggess (Christine) i Kyle Barisich (Raoul). Przedstawienie zostało zakończone wspólnym wykonaniem tytułowej piosenki przez Boggess, Panaro i trzech innych aktorów wcielających się wcześniej w rolę Upiora – Johna Owen-Jonesa, Ramina Karimloo i Petera Jöbacka oraz Music of the Night przez kwartet Upiorów.
16 kwietnia 2023 odbyło się ostatnie, 13845 przedstawienie. Powodem są straty, które spektakl zaczął przynosić spowodowane niską frekwencją po przerwie spowodowanej pandemią,

## Streszczenie fabuły
Źródło:

### Prolog
Rok 1905. W zrujnowanym wnętrzu Opery Populaire prowadzona jest licytacja pamiątek z czasów świetności opery. Wśród licytujących jest wicehrabia Raoul, Vicomte de Chagny w podeszłym wieku. Ostatnim eksponatem nr 666 jest odrestaurowany kryształowy żyrandol pochodzący z katastrofy do której przed laty doszło w operze. W trakcie jego prezentacji następuje przejście do retrospekcji z czasów działalności opery (Overture).

### Akt I
Akcja przenosi się w czasie do 1861 roku – na próbę generalną do premiery przedstawienia Hannibal po której przedstawiono nowych właścicieli teatru – Richarda Firmina i Gillesa André. Na primadonnę Carlottę wykonującą utwór Think Of Me spada fragment dekoracji, przez co obrażona opuszcza teatr co grozi odwołaniem premiery. Młoda baletnica Meg Giry proponuje, aby primadonnę zastąpiła inna z baletnic, Christine Daaé, która początkowo onieśmielona szybko oczarowuje czystym głosem. Koniec arii ma miejsce już na samej premierze podczas której Raoul rozpoznaje w Christine swoją przyjaciółkę z dzieciństwa. Po premierze Christine wyznaje Meg, że czuwa nad nią Anioł Muzyki, którego obiecał jej wysłać ojciec przed swoją śmiercią. Raoul odwiedza Christine w garderobie przynosząc jej czerwoną różę, a następnie zaprasza na kolację (Little Lotte). Gdy Raoul na chwilę wychodzi, do Christine przemawia jej Anioł Muzyki, który przez lata potajemnie uczył ją śpiewu nocami (The Mirror (Angel of Music)). Tajemniczy głos okazuje się należeć do zamaskowanego Upiora, który wyprowadza ją przez sekretne przejście w lustrze. Upiór jest zazdrosny o Raoula i sprowadza Christine do swojej kryjówki w gotyckich podziemiach opery (The Phantom of the Opera). Okazuje się, że Upiór darzy Christinę obsesyjną miłością i z uwielbieniem dla jej głosu przedstawia swoje artystyczne credo (The Music of the Night). Zaciekawiona Christine zdejmuje jego maskę (I Remember), która jak się okazuje zakrywa jego zdeformowaną twarz. Po napadzie furii Upiór wypuszcza Christine na wolność (Stranger Than You Dreamt It).
Następny dzień rozpoczyna się od próby baletu podczas której Buquet straszy tancerki tajemniczym duchem (Magical Lasso). Z kolei właściciele opery przebywający w swoim biurze, a jak się potem okazuje również Raoul i Carlotta otrzymują serię listów (Notes) z wytycznymi co do premiery nowego przedstawienia Il Muto, w którym według autora listów podpisanego jako „O.G.” to Christine ma zagrać główną rolę. Ta informacja doprowadza do szału Carlottę, dlatego Firmin i Andre postanawiają zignorować listy i obsadzić Carlottę w głównej roli (Prima Donna), zaś Christine w pobocznej roli niemej.
Podczas Il Muto (Poor Fool, He Make Me Laugh) przedstawienie przerywa Upiór, który kompromituje Carlottę. Występujący kontynuują spektakl w którym Christine pozostaje w roli drugoplanowej, ale Upiór morduje goniącego go inspicjenta, Buqueta, co powoduje, że po przerwie to Christine ma zagrać główną rolę. Christine boi się dalszych poczynań Upiora i ucieka, po czym odnajduje ją Raoul (Why Have You Brought Me Here). Christine przyznaje, że spotkała Upiora i była w jego kryjówce (Raoul, I’ve Been There). Następnie Christine i Raoul wyznają sobie miłość pieczętując ją pocałunkiem (All I Ask of You). Z oddali obserwuje ich Upiór, który czuje się zdradzony i grozi kochankom (All I Ask of You (Reprise)). Na koniec uruchamia mechanizm żyrandola, który z hukiem eksploduje spadając na scenę.

### Akt II
Sześć miesięcy później trwa zabawa karnawałowa (Masquerade) podczas której okazuje się, że Christine i Raoul są zaręczeni. Zabawę przerywa Upiór (Why So Silent?), który przynosi zebranym scenariusz nowej opery Don Juan Triumphant w której Christine ma zagrać rolę główną. Wszyscy wyrażają swoje oburzenie otrzymując kolejne listy z wytycznymi (Notes), zaś Carlotta oskarża Christine o zaaranżowanie tej sytuacji. Raoul wpada na pomysł zasadzki na Upiora, który pojawi się w operze tylko jeśli Christine zaśpiewa. Christine wyznaje, że boi się o swoje życie i odmawia udziału (Twisted Every Way).
Podczas próby do nowej sztuki Piangi nie potrafi poprawnie zaśpiewać eksperymentalnego wokalnie dzieła (A Rehearsal for Don Juan Triumphant), zaś Carlotta lekceważy autora sztuki co wypomina jej Madame Giry. Nagle pianino zaczyna samo grać. Christine udaje się na cmentarz na grób ojca, gdzie chce rozstać się z przeszłością (Wishing You Were Somehow Here Again). Na cmentarzu pojawia się Upiór, który przemawia do niej jako jej Anioł Muzyki uwodząc ją swoim głosem. Hipnotyczną rozmowę przerywa Raoul i zabiera stamtąd Christine (Wandering Child / Bravo, Bravo). Upiór deklaruje, że dojdzie do zemsty i pozostawia cmentarz w kuli ognia.
Raoul przygotowuje operę do próby schwytania Upiora gromadząc oddziały żandarmerii, gdyż Christine po namowach zgadza się na zostanie „przynętą”. Rozpoczyna się spektakl (Don Juan Triumphant). Podczas przedstawienia Upiór morduje Piangiego i okrywając swoją twarz czarnym przebraniem odgrywa rolę Don Juana, który w fabule sztuki uwodzi postać Christine (The Point of No Return). Kończąc arię wychodzi z roli wyznając Christine miłość. Ta wyrwana z zauroczenia demaskuje Upiora, a zza dekoracji wyłania się trup Piangiego. Upiór korzystając z zamieszania porywa Christine do podziemi (Down Once More). Madame Giry zdradza Raoulowi kryjówkę Upiora, a tłum szykuje się do schwytania go (Track Down This Murderer).
Ubrana w suknię ślubną Christine staje się zakładniczką Upiora, który schwytał Raoula. Upiór stawia jej ultimatum: albo wybierze jego (zostając z nim na zawsze w podziemiach) ocalając Raoulowi życie, albo wybierze Raoula skazując go na śmierć. Christine okazuje swoje oburzenie, gdyż jest postawiona przed nieludzkim wyborem pomiędzy dwoma mężczyznami, których kocha w inny sposób. Okazuje to uczucie (przemieszane ze współczuciem) Upiorowi całując jego oszpeconą twarz. Ten przeżywa wstrząs moralny, a jego wściekłość i żądza mordu mija. Uwalnia Raoula i Christine, każe im uciekać prosząc, by nie wyjawili nikomu jego sekretu. Jest załamany utratą Christine przytulając jej welon. Po ich odpłynięciu siada na fotelu i zakrywa się szczelnie płaszczem. Do komnaty wbiega Meg, która po odkryciu fotela znajduje tylko maskę Upiora.

## Lista utworów

### Utwory w wersji angielskiej
Źródło:
Prolog
1. Prologue – Licytator, Stary Raoul & reszta

Overture – Orkiestra
Akt I
1. Think of Me – Carlotta, Christine & Raoul
2. Angel of Music – Christine, Meg
3. Little Lotte / The Mirror (Angel of Music) – Raoul, Christine & Upiór
4. The Phantom of the Opera – Christine & Upiór
5. The Music of the Night – Upiór
6. I Remember / Stranger Than You Dreamt It – Christine & Upiór
7. Magical Lasso – Buquet, Meg, Madame Giry & Baletnice
8. Notes / Prima Donna – Firmin, André, Raoul, Carlotta, Madam Giry, Meg & Upiór
9. Poor Fool, He Make Me Laugh – Carlotta & reszta
10. Why Have You Brought Me Here / Raoul, I’ve Been There – Raoul & Christine
11. All I Ask of You – Raoul & Christine
12. All I Ask of You (Reprise) – Upiór

Entr’acte – Orkiestra
Akt II (Sześć miesięcy później)
1. Masquerade – Wszyscy
2. Why So Silent? – Upiór
3. Notes / Twisted Every Way – André, Firmin, Carlotta, Piangi, Raoul, Christine, Giry & Upiór
4. A Rehearsal for Don Juan Triumphant – Christine, Piangi, Reyer, Carlotta, Giry & reszta
5. Wishing You Were Somehow Here Again – Christine
6. Wandering Child / Bravo, Bravo – Christine & Upiór, Christine & Raoul
7. Don Juan Triumphant – Carlotta, Piangi, Passarino & reszta
8. The Point of No Return – Upiór & Christine
9. Down Once More / Track Down This Murderer – Wszyscy

### Utwory w wersji polskiej
Źródło:
| Prolog - Prolog (Pozytywka z małpką) – Stary Raoul - Uwertura – Orkiestra Akt I - Próba Hannibala – Carlotta, Piangi, Chór i Baletnice - Wspomnij mnie (Wprowadzenie) – Carlotta, Meg, Baletnice i Buquet - Wspomnij mnie – Christine i Raoul - Anioł muzyki – Meg i Christine - Mała Lotta– Raoul i Christine - Lustro (Anioł muzyki) – Upiór, Christine i Raoul - Upiór opery – Upiór i Christine - Intro do „Noc muzykę gra” – Upiór - Noc muzykę gra – Upiór - Pamiętam / To i sny przerasta – Christine i Upiór - Magiczne Lasso – Buquet i Madame Giry - Listy – Firmin, André, Raoul, Carlotta, Mme. Giry, Meg, Piangi i Upiór - Primadonna – Firmin, André, Raoul, Carlotta, Mme. Giry, Meg i Piangi - Il Muto – Carlotta, Piangi, Zespół i Meg - Il Muto (Balet) – Orkiestra - Na dach, a dalej gdzie?/Ja tam byłam – Raoul i Christine - O tyle proszę cię – Raoul i Christine - O tyle proszę cię – repryza – Raoul, Christine i Upiór | Akt II - Antrakt – Orkiestra - Intro do „Maskarady” – Firmin i André - Maskarada – Wszyscy - Milkną państwo, czemuż to? – Upiór - Listy II – Firmin, André, Carlotta, Piangi, Raoul, Christine, Mme. Giry i Upiór - Coś zaćmiło nas – Raoul, Firmin, André, Mme. Giry, Carlotta i Piangi - Tak czy tak jest źle – Christine i Raoul - Próba opery Don Juan Tryumfuje – Piangi, Carlotta, Reyer i Christine - Szkoda, że cię nie ma – Christine - Dziecko, ty jesteś tak bezbronna (Anioł muzyki) – Upiór, Christine i Raoul - Don Juan Tryumfuje – Piangi, Carlotta, Christine i Zespół - Stąd odwrotu nie ma już – Upiór i Christine - Loch rozpaczy / To jest zbrodniarza trop – Upiór, Christine, Raoul, Giry i tłum |

## Orkiestra
Musical wymaga 27 osobowej orkiestry z udziałem następujących instrumentów muzycznych:
- 12 instrumentów smyczkowych – 7 skrzypiec, 2 altówki, 2 wiolonczele, kontrabas;
- 11 instrumentów dętych – flet (lub piccolo), flet (lub klarnet), obój (lub rożek angielski), klarnet/klarnet basowy, fagot, 3 rogi, 2 trąbki, puzon;
- 2 instrumentów klawiszowych – fortepian, syntezator;
- instrumentu perkusyjnego – perkusja;
- instrumentu szarpanego – harfa.

Przedstawienie wymaga również odtworzenia nagranych wcześniej śladów dźwiękowych: organów, syntezatorów, perkusji elektronicznej oraz gitar – basowej i elektrycznej. Są one niezbędne do wykonania Overture i Phantom of the Opera.

## Główne postacie

### Obsady premierowe
W musicalu uwzględniono trzy role pierwszoplanowe – Upiora, Christine i Raoula oraz role drugoplanowe i poboczne, w tym grupę baletową. W tabeli przedstawiono oryginalny skład premierowych obsad spektaklu na West Endzie (obsada londyńska) i Broadwayu (obsada nowojorska).
| Postać                   | Płeć | Rola            | Charakterystyka | Głos            | Obsada              | Obsada                |
| Postać                   | Płeć | Rola            | Charakterystyka | Głos            | West End 1986       | Broadway 1988         |
| ------------------------ | ---- | --------------- | --- | --------------- | ------------------- | --------------------- |
| Upiór                    | M    | pierwszoplanowa | Geniusz muzyczny o zdeformowanej twarzy ukrywanej pod maską, mieszkający w „Opera Populaire”. Jego obsesją jest Christine i jej głos. | tenor           | Michael Crawford    | Michael Crawford      |
| Christine Daaé           | K    | pierwszoplanowa | Młoda baletnica o wyjątkowym głosie, sierota. Uczona śpiewu przez Upiora, nieoczekiwanie zostaje nową primadonną opery.               | sopran          | Sarah Brightman     | Sarah Brightman       |
| Christine Daaé           | K    | pierwszoplanowa | Młoda baletnica o wyjątkowym głosie, sierota. Uczona śpiewu przez Upiora, nieoczekiwanie zostaje nową primadonną opery.               | sopran          | (alt.) Claire Moore | (alt.) Patti Cohenour |
| Raoul, Vicomte de Chagny | M    | pierwszoplanowa | Wicehrabia, nowy patron opery. Zalotnik Christine, którą poznał w dzieciństwie, a następnie jej narzeczony.                           | baryton / tenor | Steve Barton        | Steve Barton          |
| Carolotta Giudicelli     | K    | drugoplanowa    | Manieryczna primadonna, zazdrosna o karierę Christine.                                                                                | sopran          | Rosemary Ashe       | Judy Kaye             |
| Madame Giry              | K    | drugoplanowa    | Nauczycielka baletu, powierniczka Upiora i matka Meg.                                                                                 | mezzosopran     | Mary Millar         | Leila Martin          |
| Meg Giry                 | K    | drugoplanowa    | Baletnica, córka Madame Giry i przyjaciółka Christine.                                                                                | mezzosopran     | Janet Devenish      | Elisa Heinsohn        |
| Richard Firmin           | M    | drugoplanowa    | Nowy właściciel opery, zrzędliwy. | baryton         | Royce Mills         | Nicholas Wyman        |
| Gilles André             | M    | drugoplanowa    | Nowy właściciel opery, lekkoduch. | baryton         | David Firth         | Cris Groenendaal      |
| Ubaldo Piangi            | M    | poboczna        | Główny tenor opery, związany z Carlottą.                                                                                              | tenor           | John Aron           | David Romano          |
| Joseph Buquet            | M    | poboczna        | Pracownik techniczny opery. | bas             | Brak danych         | Brak danych           |

Najbardziej wymagającą rolą jest Christine Daaé. Jej postać śpiewa aż trzema rodzajami sopranu: koloraturowym, dramatycznym oraz lirycznym, a także tańczy w balecie i praktycznie nie schodzi ze sceny w Akcie II. Jest ona jedyną postacią która w każdej obsadzie musi mieć dublerkę. Dla oszczędzenia głosu aktorek śpiewających partie Christine, nuta e³ kończąca tytułowy utwór bywa odtwarzana z nagrania.

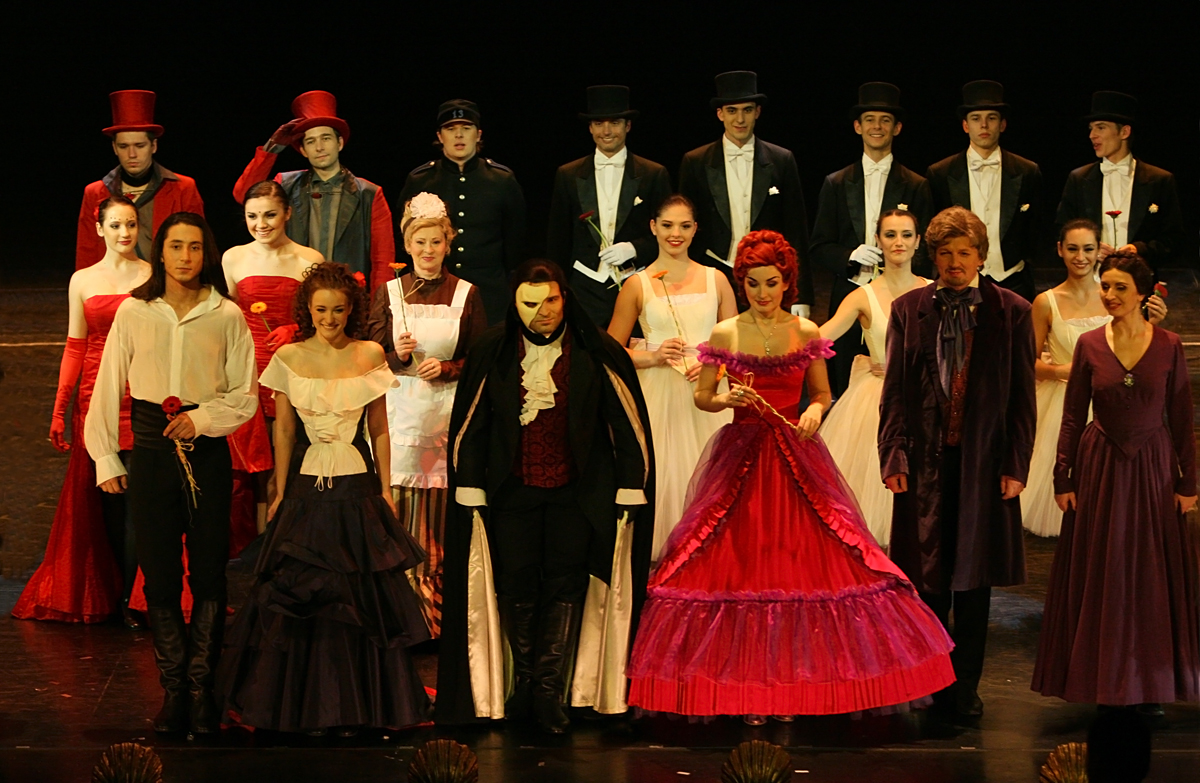
Upiór w operze w Teatrze Roma w Warszawie (28 listopada 2008)

Z przyczyn technicznych, z nagrań bywają odtwarzane partie mówione lub śpiewane przez Upiora zza kulis oraz części piosenek wykonywane podczas przemieszczania się po scenie łodzi, ze względu na szum maszynerii słyszany w mikrofonach.

### Obsady polskie

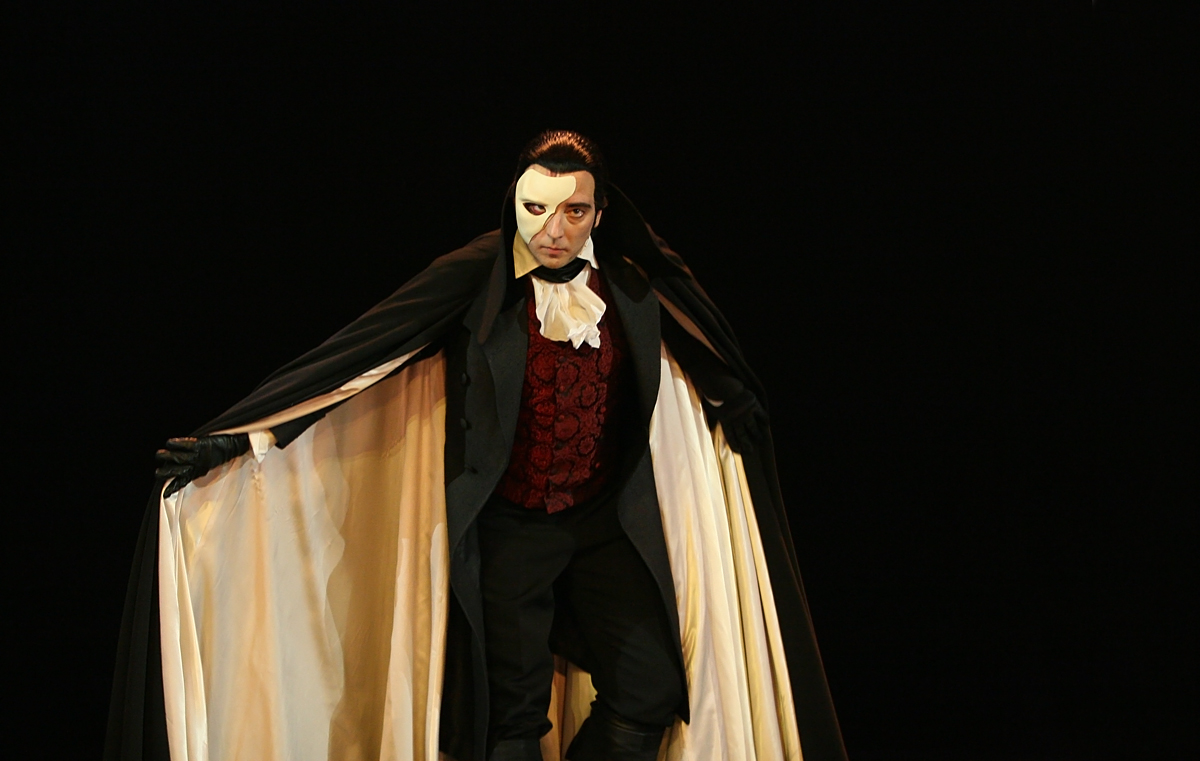
Tomasz Steciuk w roli Upiora (30 października 2008)

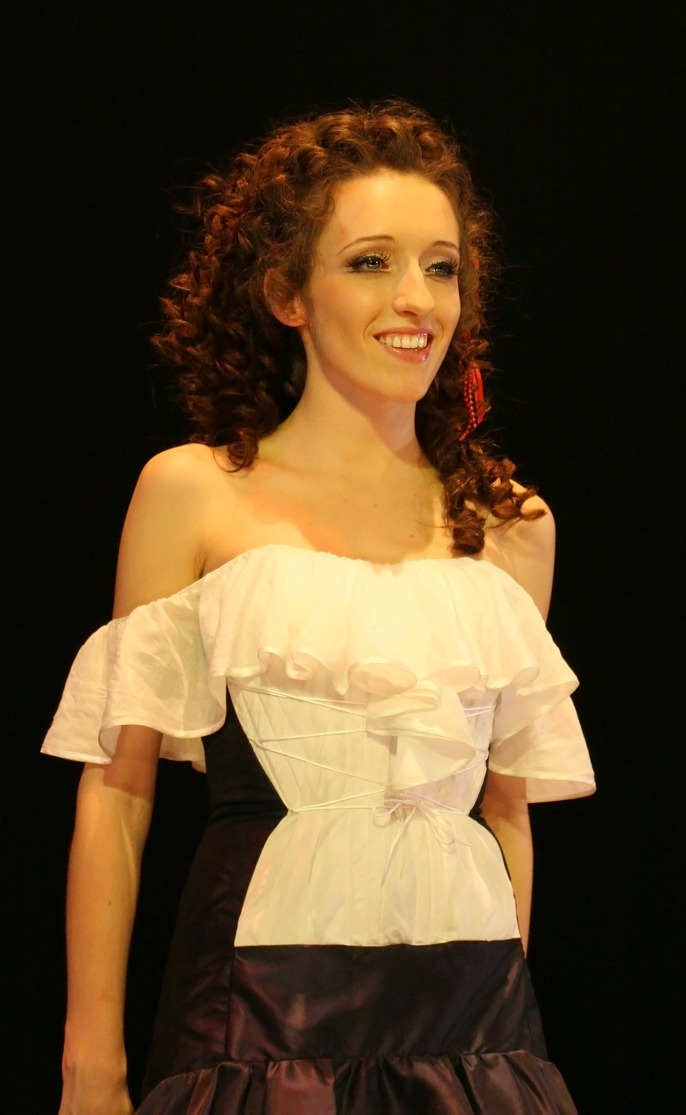
Edyta Krzemień w roli Christine (7 czerwca 2008)

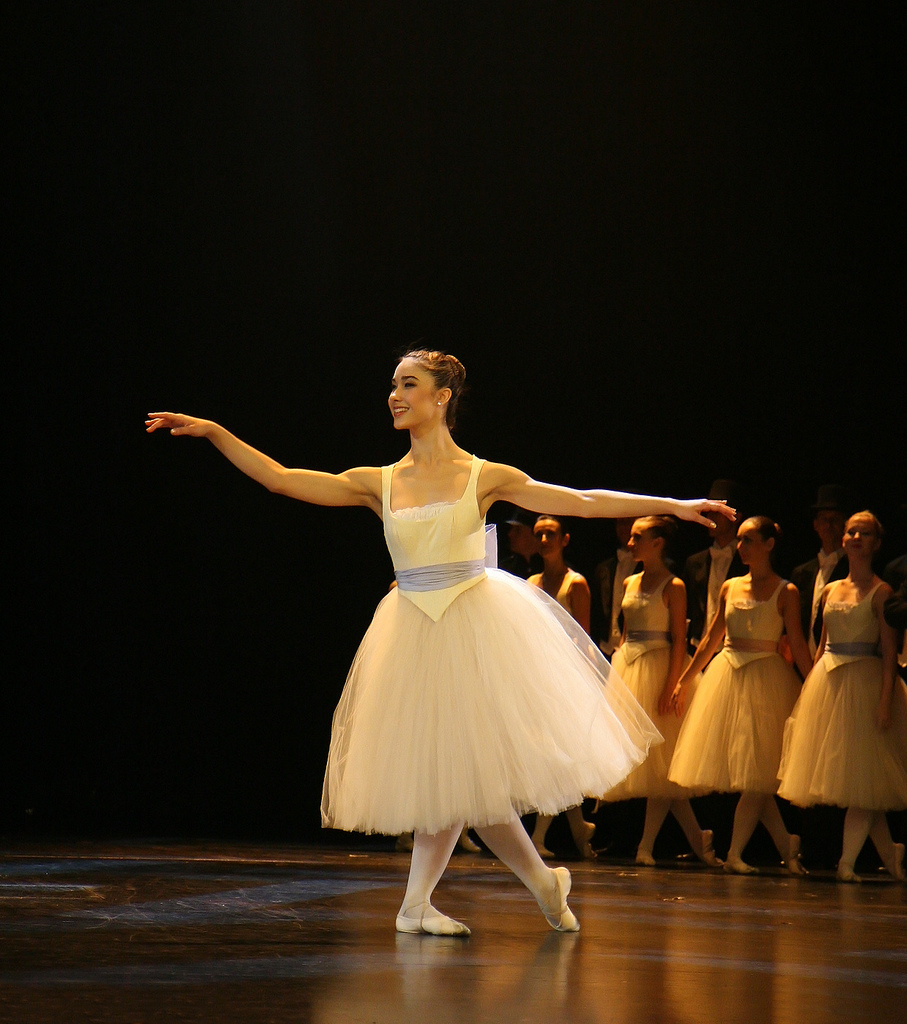
Ida Nowakowska w roli Meg Giry (19 lipca 2008)

Musical był wystawiany w dwóch polskich miastach. Zadebiutował w Teatrze Roma w Warszawie 15 marca 2008 roku, a następnie od 23 maja 2013 roku był wystawiany w Operze i Filharmonii Podlaskiej w Białymstoku.
| Postać                    | Obsada               | Obsada                |
| Postać                    | Warszawa             | Białystok             |
| ------------------------- | -------------------- | --------------------- |
| Upiór                     | Damian Aleksander    | Damian Aleksander     |
| Upiór                     | Tomasz Steciuk       |                       |
| Upiór                     | Łukasz Zagrobelny    | —                     |
| Upiór                     | Paweł Podgórski      | —                     |
| Christine Daaé            | Paulina Janczak      | Paulina Janczak       |
| Christine Daaé            | Edyta Krzemień       |                       |
| Christine Daaé            | Kaja Mianowana       |                       |
| Raoul, Vicomte de Chagny  | Marcin Mroziński     | Rafał Supiński        |
| Raoul, Vicomte de Chagny  | Piotr Domalewski     | Bartłomiej Łochnicki  |
| Raoul, Vicomte de Chagny  | Łukasz Talik         |                       |
| Carolotta Giudicelli      | Barbara Melzer       | Magdalena Masiewicz   |
| Carolotta Giudicelli      | Anna Gigiel          | Katarzyna Trylnik     |
| Carolotta Giudicelli      | Monika Rowińska      | Anna Wolfinger        |
| Carolotta Giudicelli      | —                    | Agnieszka Dondajewska |
| Madame Giry               | Anna Sztejner        | Anna Sztejner         |
| Madame Giry               | Katarzyna Walczak    | Anita Steciuk         |
| Madame Giry               | —                    | Joanna Trafas         |
| Meg Giry                  | Ida Nowakowska       | Hanna Różankiewicz    |
| Meg Giry                  | Katarzyna Wach       | Dorota Białkowska     |
| Meg Giry                  | Agnieszka Mrozińska  | —                     |
| Meg Giry                  | Ewa Lachowicz        | —                     |
| Meg Giry                  | Kamila Szmyt         | —                     |
| Richard Firmin            | Grzegorz Pierczyński | Grzegorz Pierczyński  |
| Richard Firmin            | Jakub Szydłowski     | Maciej Nerkowski      |
| Gilles André              | Paweł Strymiński     | Paweł Strymiński      |
| Gilles André              | Wojciech Dmochowski  | Tomasz Steciuk        |
| Gilles André              | Wojciech Socha       | Jakub Wocial          |
| Gilles André              | —                    | Wojciech Dmochowski   |
| Ubaldo Piangi             | Tomasz Jedz          | Krzysztof Stankiewicz |
| Ubaldo Piangi             | Zbigniew Ślarzyński  | Przemysław Borys      |
| Joseph Buquet / Licytator | Jacek Lenartowicz    | Bogdan Kordy          |
| Joseph Buquet / Licytator | Wojciech Paszkowski  | Adam Józef Węgliński  |

## Produkcje na świecie

### Produkcja polska

#### Warszawa
Polską produkcją musicalu Upiór w operze zajął się sztab artystyczny Teatru Muzycznego Roma w Warszawie, gdzie 15 marca 2008 roku odbyła się premiera spektaklu. Reżyserem przedstawienia został Wojciech Kępczyński, zaś premierowymi odtwórcami głównych ról Upiora i Christine był Damian Aleksander i Paulina Janczak. Polska produkcja musicalu to wersja non replica, czyli z prawami do zmian w inscenizacji względem oryginału. Przekładem libretta na język polski zajął się Daniel Wyszogrodzki przy współpracy z Wojciechem Kępczyńskim.
15 listopada 2008 roku wieczorne przedstawienie obejrzał osobiście jego twórca i kompozytor Andrew Lloyd Webber, który podczas swojej podróży z Moskwy do Budapesztu nieoczekiwanie postanowił zatrzymać się w Polsce.
Od dnia premiery, do ostatniego spektaklu na deskach Teatru Muzycznego Roma, 6 czerwca 2010 roku, został on zagrany 572 razy, a obejrzało go ok. 540 tys. widzów.

#### Białystok

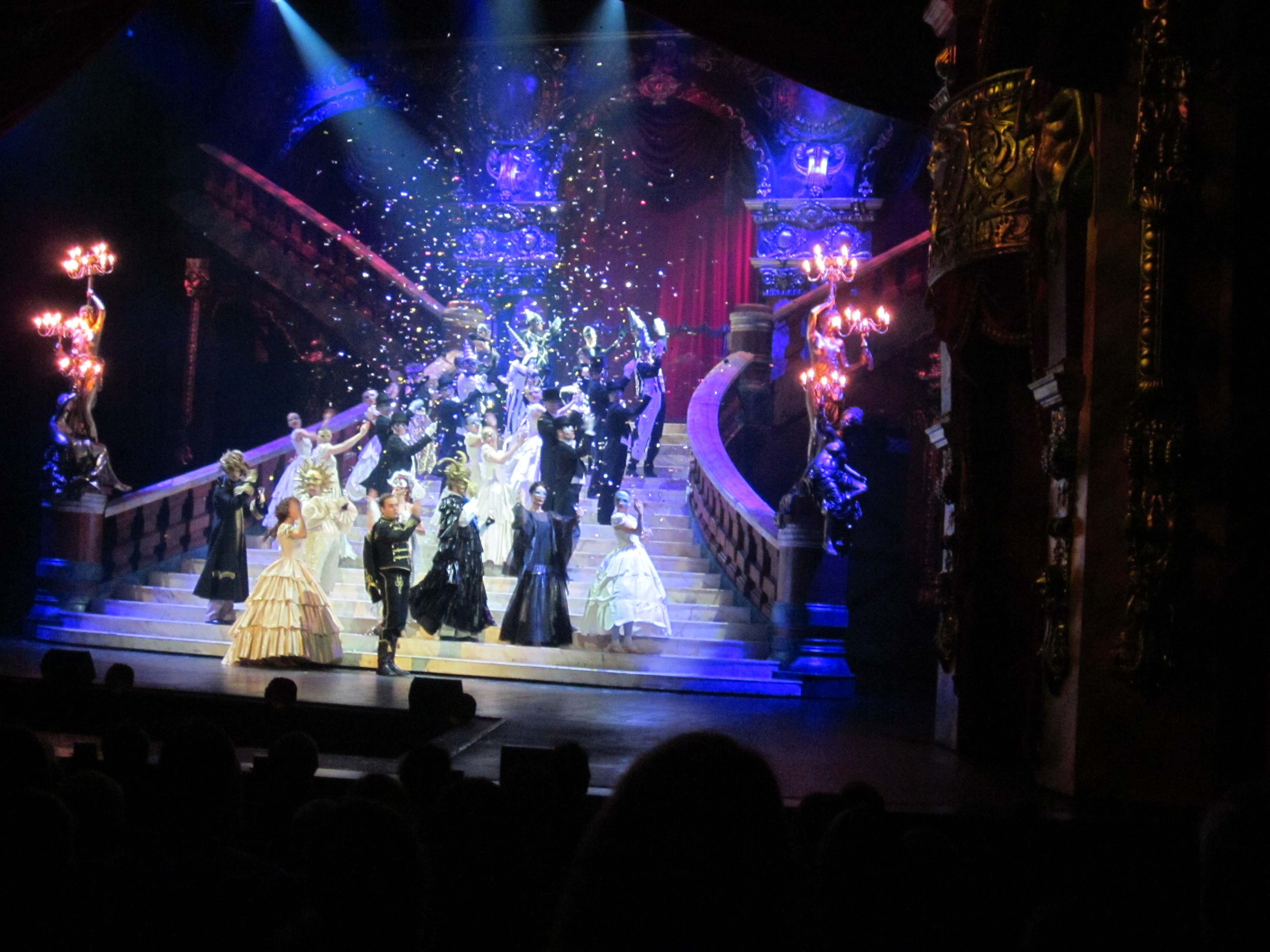
Upiór w operze w Operze i Filharmonii Podlaskiej w Białymstoku

24 maja 2013 roku musical produkcji TM Roma zadebiutował na deskach Opery i Filharmonii Podlaskiej w Białymstoku. Na początku kwietnia 2018 roku zagrano 700 przedstawienie.

### Inne produkcje
Musical Upiór w operze został przetłumaczony na wiele języków i wystawiany w ponad 20 państwach na sześciu kontynentach, w wielu przypadkach w więcej niż jednym mieście w danym kraju. Ponadto organizowano międzynarodowe tournee: North American Tour, World Tour. Są to produkcje typu replica z wyjątkiem produkcji czeskiej, estońskiej, fińskiej, norweskiej, polskiej, rumuńskiej, serbskiej, węgierskiej:
| Państwo             | Miasto              | Teatr                                        | Premiera             | Premierowi wykonawcy roli: Upiora & Christine |
| ------------------- | ------------------- | -------------------------------------------- | -------------------- | --------------------------------------------- |
| Argentyna           | Buenos Aires        | Teatro Ópera                                 | 18 marca 2009        | Carlos Vittori, Claudia Cota                  |
| Australia           | Melbourne           | The Princess Theatre                         | 1990                 | Rob Guest, Marina Prior                       |
| Austria             | Wiedeń              | Theater an der Wien                          | 21 grudnia 1988      | Alexander Goebel, Luzia Nistler               |
| Brazylia            | São Paulo           | Teatro Abril                                 | 20 kwietnia 2005     | Saulo Vasconcelos, Sara Sarres                |
| Chiny               | Szanghaj            | Shanghai Grand Theatre                       | 13 czerwca 1995      | Brak danych                                   |
| Dania               | Kopenhaga           | Det Ny Teater                                | 15 września 2000     | Peter Jorde, Susanne Elmark                   |
| Finlandia           | Helsinki            | Fińska Opera Narodowa                        | 4 września 2015      | Ville Rusanen, Sofie Asplund                  |
| Japonia             | Tokio               | Nissay Theatre (jap. 日生劇場 Nissei Gekijō) | 22 kwietnia 1988     | Masaka Ichimura, Ryoko Nomura                 |
| Hiszpania           | Madryt              | Lope de Vega Theatre                         | 4 września 2002      | Luis Amado, Felicidad Farag                   |
| Holandia            | Scheveningen        | VSB Circustheater                            | 15 sierpnia 1993     | Henk Poort, Joke de Kruijf                    |
| Hongkong            | Hongkong            | Hong Kong Cultural Centre Grand Theatre      | 26 lutego 1995       | Peter Carrie, Lou Ann Aronson                 |
| Kanada              | Toronto             | Pantages                                     | 20 września 1989     | Colm Wilkinson, Rebecca Caine                 |
| Meksyk              | Meksyk              | Teatro Alameda                               | 1999                 | Saulo Vasconcelos, Irasema Terrazas           |
| Niemcy              | Hamburg             | Neue Flora                                   | 29 czerwca 1990      | Peter Hofmann, Anna Maria Kaufmann            |
| Polska              | Warszawa            | Teatr Muzyczny „Roma”                        | 15 marca 2008        | Damian Aleksander, Paulina Janczak            |
| Południowa Afryka   | Kapsztad            | Artscape Opera House                         | 2004                 | Andre Schwartz, Lana English                  |
| Rosja               | Moskwa              | MDM                                          | 4 października 2014  | Iwan Ożogin, Tamara Kotowa                    |
| Singapur            | Singapur            | Kallang Theatre                              | luty 1995            | Brak danych                                   |
| Szwajcaria          | Bazylea             | Musical Theatre Messe                        | 12 października 1995 | Florian Schneider, Ute Baum                   |
| Szwecja             | Sztokholm           | Oscarsteatern                                | 27 października 1989 | Mikael Samuelson, Elisabeth Berg              |
| Węgry               | Budapeszt           | Madách Theatre                               | 30 maja 2003         | Attila Csengeri, Eszter Biro                  |
| North American Tour | North American Tour | North American Tour                          | 1991                 | Jeff Hyslop, Patti Cohenour                   |
| World Tour          | World Tour          | World Tour                                   | 2005                 | Brad Little, Marnie Raab                      |

## Nagrania

### Ścieżki dźwiękowe
20 kwietnia 1987 wydano dwupłytową ścieżkę dźwiękową z zapisem muzycznym musicalu w wykonaniu oryginalnej obsady londyńskiej (Michael Crawford, Sarah Brightman, Steve Barton i in.). W 1991 roku album był nominowany do nagrody Grammy, ale przegrał ze ścieżką dźwiękową Les Misérables w wykonaniu obsady broadwayowskiej. Był to pierwszy album musicalowy, który został numerem 1. na brytyjskiej liście przebojów. Druga wersja ścieżki dźwiękowej musicalu została wydana 10 października 1988 roku i była jedno-płytowym zapisem najważniejszych fragmentów muzycznych musicalu, również w wykonaniu oryginalnej obsady londyńskiej. 2 kwietnia 1996 roku oba wydania osiągnęły status 4× Multi Platinum (wg certyfikacji RIAA).
15 listopada 2008 roku Universal Music Group wydało album z polskimi wersjami utworów musicalu Upiór w operze w wykonaniu artystów i orkiestry Teatru Roma. W 2015 roku płyta uzyskała status potrójnej platyny.

### Adaptacje filmowe

#### Upiór w operze(2004)
Pierwsza adaptacja filmowa musicalu powstała w 2004 roku, a producentem był sam twórca musicalu, Andrew Lloyd Webber. W filmie reżyserii Joela Schumachera wystąpili:
- Gerard Butler jako Upiór,
- Emmy Rossum jako Christine,
- Patrick Wilson jako Raoul[71].

W filmie rozszerzono lub usunięto niektóre sceny z głównego scenariusza musicalu. W 2005 roku film zdobył trzy nominacje do Oscara i trzy nominacje do Złotych Globów. Ogółem film zdobył 6 nagród i 38 nominacji.

#### 25. rocznica premiery –Upiór w operze w Royal Albert Hall(2011)
Z okazji 25. rocznicy londyńskiej premiery musicalu Upiór w operze wystawiono trzy galowe spektakle w Royal Albert Hall, które miały miejsce 1 i 2 października 2011 roku. W przedstawieniach wzięło udział ponad 200 występujących i 45-osobowa orkiestra pod dyrekcją Anthony’ego Inglisa. Zapis musicalu, stworzony z montażu wszystkich galowych przedstawień oraz finał z występem oryginalnej londyńskiej obsady został wydany w wersji filmowej na DVD, Blu-Ray, digital download. W głównych rolach wystąpili:
- Ramin Karimloo jako Upiór,
- Sierra Boggess jako Christine,
- Hadley Fraser jako Raoul[75].

## Wybrane nagrody i nominacje

### Oryginalna produkcja na West Endzie
| Rok  | Nagroda                                  | Kategoria                        | Nominowany                       | Wynik     |
| ---- | ---------------------------------------- | -------------------------------- | -------------------------------- | --------- |
| 1986 | Evening Standard Theatre Awards          | Najlepszy musical                | Najlepszy musical                | Wygrana   |
| 1986 | Laurence Olivier Award                   | Najlepszy nowy musical           | Najlepszy nowy musical           | Wygrana   |
| 1986 | Laurence Olivier Award                   | Najlepszy aktor w musicalu       | Michael Crawford (jako Upiór)    | Wygrana   |
| 1986 | Laurence Olivier Award                   | Projektant roku                  | Maria Björnson                   | Nominacja |
| 2001 | Group Leisure Industry Award (1999/2001) | Najlepsza produkcja teatralna    | Najlepsza produkcja teatralna    | Wygrana   |
| 2002 | Laurence Olivier Award                   | Najpopularniejsze przedstawienie | Najpopularniejsze przedstawienie | Wygrana   |
| 2016 | Laurence Olivier Award                   | Nagroda publiczności Magic Radio | Nagroda publiczności Magic Radio | Wygrana   |

### Oryginalna produkcja na Broadwayu
| Rok  | Nagroda                    | Kategoria                                            | Nominowany                                         | Wynik     |
| ---- | -------------------------- | ---------------------------------------------------- | -------------------------------------------------- | --------- |
| 1988 | Drama Desk Award           | Najlepszy musical                                    | Najlepszy musical                                  | Nominacja |
| 1988 | Drama Desk Award           | Najlepszy aktor w musicalu                           | Michael Crawford (jako Upiór)                      | Wygrana   |
| 1988 | Drama Desk Award           | Najlepsza aktorka w musicalu                         | Sarah Brightman (jako Christine)                   | Nominacja |
| 1988 | Drama Desk Award           | Najlepszy reżyser w musicalu                         | Harold Prince                                      | Wygrana   |
| 1988 | Drama Desk Award           | Najlepsza muzyka                                     | Andrew Lloyd Webber                                | Wygrana   |
| 1988 | Drama Desk Award           | Najlepsza instrumentacja                             | David Cullen, Andrew Lloyd Webber                  | Wygrana   |
| 1988 | Drama Desk Award           | Najlepsza scenografia                                | Maria Björnson                                     | Wygrana   |
| 1988 | Drama Desk Award           | Najlepsze kostiumy                                   | Maria Björnson                                     | Wygrana   |
| 1988 | Drama Desk Award           | Najlepsze oświetlenie                                | Andrew Bridge                                      | Wygrana   |
| 1988 | Tony Award                 | Najlepszy musical                                    | Najlepszy musical                                  | Wygrana   |
| 1988 | Tony Award                 | Najlepszy występ aktora pierwszoplanowego w musicalu | Michael Crawford (jako Upiór)                      | Wygrana   |
| 1988 | Tony Award                 | Najlepszy występ aktorki drugoplanowej w musicalu    | Judy Kaye (jako Carlotta)                          | Wygrana   |
| 1988 | Tony Award                 | Najlepsza reżyseria w musicalu                       | Harold Prince                                      | Wygrana   |
| 1988 | Tony Award                 | Najlepszy scenariusz w musicalu                      | Richard Stilgoe, Andrew Lloyd Webber               | Nominacja |
| 1988 | Tony Award                 | Najlepsza produkcja oryginalna                       | Richard Stilgoe, Charles Hart, Andrew Lloyd Webber | Nominacja |
| 1988 | Tony Award                 | Najlepsza scenografia                                | Maria Björnson                                     | Wygrana   |
| 1988 | Tony Award                 | Najlepsze kostiumy                                   | Maria Björnson                                     | Wygrana   |
| 1988 | Tony Award                 | Najlepsze oświetlenie                                | Andrew Bridge                                      | Wygrana   |
| 1988 | Tony Award                 | Najlepsza choreografia                               | Gillian Lynne                                      | Nominacja |
| 1988 | Outer Critics Circle Award | Najlepszy musical na Broadwayu                       | Najlepszy musical na Broadwayu                     | Wygrana   |
| 1988 | Outer Critics Circle Award | Najlepszy aktor w musicalu                           | Michael Crawford (jako Upiór)                      | Wygrana   |
| 1988 | Outer Critics Circle Award | Najlepsza scenografia                                | Maria Björnson                                     | Wygrana   |
| 1988 | Outer Critics Circle Award | Najlepsze kostiumy                                   | Maria Björnson                                     | Wygrana   |
| 1988 | Outer Critics Circle Award | Najlepsze oświetlenie                                | Andrew Bridge                                      | Wygrana   |
| 1990 | Drama Critics Awards       | Występ pierwszoplanowy                               | Michael Crawford (jako Upiór)                      | Wygrana   |
| 1990 | Drama Critics Awards       | Najlepsza scenografia                                | Maria Björnson                                     | Wygrana   |
| 1990 | Drama Critics Awards       | Najlepsze kostiumy                                   | Maria Björnson                                     | Wygrana   |
| 1990 | Drama Critics Awards       | Najlepsze oświetlenie                                | Andrew Bridge                                      | Wygrana   |

### Oryginalna produkcja kanadyjska
| Rok  | Nagroda                 | Kategoria              | Nominowany                  | Wynik   |
| ---- | ----------------------- | ---------------------- | --------------------------- | ------- |
| 1990 | Dora Mavor Moore Awards | Najlepsza produkcja    | Najlepsza produkcja         | Wygrana |
| 1990 | Dora Mavor Moore Awards | Najlepszy występ męski | Colm Wilkinson (jako Upiór) | Wygrana |
| 1990 | Dora Mavor Moore Awards | Najlepsza reżyseria    | Harold Prince               | Wygrana |
| 1990 | Dora Mavor Moore Awards | Najlepsza scenografia  | Maria Björnson              | Wygrana |
| 1990 | Dora Mavor Moore Awards | Najlepsze kostiumy     | Maria Björnson              | Wygrana |
| 1990 | Dora Mavor Moore Awards | Najlepsze oświetlenie  | Andrew Bridge               | Wygrana |

### Oryginalna produkcja szwedzka
| Rok  | Nagroda                      | Kategoria                         | Nominowany                    | Wynik   |
| ---- | ---------------------------- | --------------------------------- | ----------------------------- | ------- |
| 1990 | Guldmasken Awards            | Najlepszy aktor pierwszoplanowy   | Mikael Samuelson (jako Upiór) | Wygrana |
| 1990 | Guldmasken Awards            | Najlepszy aktor drugoplanowy      | Bert-Ake Varg (jako Firmin)   | Wygrana |
| 1990 | Guldmasken Awards            | Najlepsza scenografia             | Maria Björnson                | Wygrana |
| 1990 | Guldmasken Awards            | Nagroda specjalna Jury: produkcja | Goran Lindgren                | Wygrana |
| 1990 | Svenska Dagbladets Operapris | Najlepszy aktor pierwszoplanowy   | Mikael Samuelson (jako Upiór) | Wygrana |

### Oryginalna produkcja australijska
| Rok  | Nagroda                     | Kategoria                                              | Nominowany                          | Wynik   |
| ---- | --------------------------- | ------------------------------------------------------ | ----------------------------------- | ------- |
| 1990 | Mo Awards                   | Musicalowa produkcja teatralna                         | Musicalowa produkcja teatralna      | Wygrana |
| 1990 | Mo Awards                   | Musicalowa produkcja teatralna roku                    | Musicalowa produkcja teatralna roku | Wygrana |
| 1990 | Mo Awards                   | Aktor musicalowej produkcji teatralnej                 | Anthony Warlow                      | Wygrana |
| 1990 | Mo Awards                   | Aktorka musicalowej produkcji teatralnej               | Marina Prior                        | Wygrana |
| 1990 | Mo Awards                   | Aktorka drugoplanowej musicalowej produkcji teatralnej | Christa Leahmann                    | Wygrana |
| 1991 | Victorian Green Room Awards | Produkcja                                              | Cameron Mackintosh                  | Wygrana |
| 1991 | Victorian Green Room Awards | Reżyseria                                              | Harold Prince                       | Wygrana |
| 1991 | Victorian Green Room Awards | Scenografia                                            | Maria Björnson                      | Wygrana |
| 1991 | Victorian Green Room Awards | Kostiumy                                               | Maria Björnson                      | Wygrana |
| 1991 | Victorian Green Room Awards | Pierwszoplanowa rola męska                             | Anthony Warlow                      | Wygrana |
| 1991 | Victorian Green Room Awards | Pierwszoplanowa rola kobieca                           | Marina Prior                        | Wygrana |

## Kontynuacja
W 2010 roku premierę miał sequel musicalu pod nazwą Love Never Dies z muzyką Andrew Lloyda Webbera, librettem Bena Eltona i tekstami piosenek Glenna Slatera na podstawie powieści Fredericka Forsytha Upiór Manhattanu. Musical miał swoją prapremierę 22 lutego, zaś premierę 9 marca 2010 roku w Adelphi Theatre na londyńskim West Endzie. W oryginalnej obsadzie premierowej znaleźli się: Ramin Karimloo (Upiór), Sierra Boggess (Christine) i Joseph Millson (Raoul). Spektakl zszedł z afisza londyńskiego teatru po 18 miesiącach, 27 sierpnia 2011, ale był później wystawiany w innych państwach m.in. Australii.